# Date A Live
Date A Live (デ ー ト · ア · ラ イ ブ deto A Raibu?) És una sèrie de novel·les curtes escrites per Kōshi Tachibana i il·lustrades per Tsunako. Una adaptació a anime va ser produïda per l'estudi AIC PLUS + i va començar a emetre el 30 de març de al 2013 per streaming a Nico Nico Douga. L'episodi final de l'anime Date A Live es va emetre amb l'anunci que la sèrie tindria segona temporada, que s'estrenà l'11 d'abril de 2014. Al final de la mateixa temporada, s'anuncià una pel·lícula, que es va estrenar el 22 d'agost de 2015.

## Argument
Fa trenta anys un estrany fenomen anomenat Terratrèmol Espacial va devastar el centre d'Euràsia, emportant-se la vida de més de 150 milions de persones. Des de llavors, terratrèmols espacials menors s'han anat manifestant al voltant del món. Shidou Itsuka, un estudiant de secundària aparentment normal es troba amb una noia en l'epicentre d'un terratrèmol espacial i és informat per la seva germana Kotori que aquesta noia és un dels esperits que, en fer acte de presència en el món, són causants d'aquests terratrèmols espacials. També s'assabenta que la seva germana és la capitana de la nau Ratatoskr i qui el recluta per tal de fer ús de la seva misteriosa habilitat per segellar els poders dels esperits i evitar que es tornin una amenaça per a la humanitat. No obstant això, hi ha un inconvenient: per segellar els poders d'un Esperit, Shido haurà de fer que aquest s'enamori d'ell.

## Publicació
Date A Live va començar com una sèrie de novel·les lleugeres escrita per Koushi Tachibana amb il·lustracions de Tsunako. El primer volum es va publicar el 19 de març de 2011, sota el Fujimi Fantasia Bunko de Fujimi Shobo. S'han publicat vint-i-dos volums al Japó. Durant el panell a la Crunchyroll Expo 2020, Yen Press va anunciar que tenien llicència per a la novel·la lleugera.

## Mitjans de comunicació

### Manga
La sèrie va rebre un total de cinc adaptacions de manga, totes elles publicades per Kadokawa Shoten i Fujimi Shobo a Monthly Shōnen Ace i Monthly Dragon Age.
Una nova adaptació a manga va començar a serialitzar-se en l'edició de gener de 2014 de Shōnen Ace, aquest cop amb il·lustracions fetes per Sekihiko Inui. El tercer volum del manga seria l'últim.

### Anime
L'adaptació a l'anime va ser dirigida per Keitaro Motonaga i produïda per AIC Plus+. La sèrie es va transmetre en menor qualitat a Niconico, amb cada episodi disponible una setmana abans de la seva estrena a la televisió. El primer episodi es va emetre el 31 de març i es va emetre a Tokyo MX el 6 d'abril de 2013. L'episodi final es va emetre a Niconico el 16 de juny i es va emetre a Tokyo MX el 22 de juny. El tema d'obertura es titula "Date A Live" (デート・ア・ライブ, Dēto A Raibu) cantat per Sweet ARMS, un grup vocal format per Iori Nomizu, Misuzu Togashi, Kaori Sadohara i Misato. La sèrie fa ús de quatre temes finals: Hatsukoi Winding Road, de Kayoko Tsumita, Risako Murai i Midori Tsukimiya; Save The World, Save My Heart i "Strawberry Rain" (ストロベリーレイン), tots tres de Nomizu.
Després de l'emissió per televisió de l'episodi final de la primera temporada, es va anunciar una segona temporada, que es va emetre l'abril de 2014. El tema d'obertura el canta el dolç ARMS titulat Trust in You i el tema final el canta Kaori Sadohara titulat Day to Story. La producció d'animació va ser a càrrec de Production IMS. Un episodi no emès es va incloure amb el tercer volum de la col·lecció de contes de Date A Live Encore es va publicar el 9 de desembre de 2014.
La primera i la segona temporada van ser autoritzades per Funimation per al llançament de vídeos domèstics i en streaming a Amèrica del Nord i per Madman Entertainment a Austràlia.
Al seu compte de Twitter, Tachibana va anunciar que Date A Live obtindria una tercera sèrie d'anime nova. La producció d'animació va ser a càrrec de JCStaff, amb el repartiment i el personal reprenent els seus respectius papers de les temporades anteriors. La sèrie es va emetre de l'11 de gener al 29 de març de 2019. El tema d'obertura és cantat per Sweet ARMS titulat I Swear, i el tema final és cantat per Erii Yamazaki titulat Last Promise. La tercera temporada va durar 12 episodis. Crunchyroll va emetre simultàniament la tercera temporada, mentre que Funimation va produir un simuldub. A Austràlia i Nova Zelanda, AnimeLab va emetre la tercera temporada simultàniament.
El 17 de setembre de 2019 es va anunciar un nou projecte d'anime. Més tard es va anunciar que seria una adaptació a l'anime de les novel·les derivades de Date A Live Fragment: Date A Bullet.
El 16 de març de 2020, es va anunciar que la sèrie tindria una quarta temporada. La temporada està produïda per Geek Toys i estava previst que s'estrenés l'octubre del 2021, però es va endarrerir fins al 2022 per diverses raons. Jun Nakagawa va dirigir la quarta temporada, amb Fumihiko Shimo escrivint els guions de la sèrie, Naoto Nakamura dissenyant els personatges i Go Sakabe tornant per compondre la música de la sèrie. Es va emetre del 8 d'abril al 24 de juny de 2022. El tema d'obertura és cantat per Miyu Tomita titulat OveR i el tema final és cantat per Sweet ARMS titulat "SOS". Després de l'adquisició de Crunchyroll per part de Sony, la sèrie es va traslladar de Funimation a Crunchyroll. El 21 d'abril de 2022, Crunchyroll va anunciar que la temporada rebria un doblatge en anglès, que es va estrenar l'endemà.